# Celna
Celna (románul: Țelna) falu Romániában, Erdélyben, Fehér megyében.

## Fekvése
Az Erdélyi-hegyalján, Gyulafehérvártól 15 kilométerre északnyugatra fekszik.

## Népessége
- 1761-ben 88 ortodox és tíz görögkatolikus családot írtak össze benne.
- 1880-ban 945 lakosából 890 volt román, 20 magyar, hét német és 26 egyéb (cigány) anyanyelvű; 916 ortodox, 18 református és hét zsidó vallású.
- 2002-ben 1120 lakosából 1118 volt román nemzetiségű; 1071 ortodox, 31 pünkösdi és 13 baptista vallású.

## Története
A falu csak a 17. században települt román lakossággal, de patakját már 1238-ban említették Chylna néven. Területe ekkor szász hospeseké volt, akiktől elvették és a bocsárdi nemeseknek adták. 1486-ban Celnapataka a gyulafehérvári káptalan birtoka volt. 1690-től a Teleki család birtokolt benne. Népe 1784. november 10-én felprédálta nemesi kúriáit és pincéit. A reformkorban Erdélyben az elsők között próbálkoztak Celnán a vetésforgó alkalmazásával. Fehér, majd Alsó-Fehér vármegyéhez tartozott.

## Látnivalók
- A Teleki-udvarház és melléképületei a 18. század első felében épültek. Borpincéje, amelyet 1784-ben ástak, U alakú, százötven méter hosszú és hat méter széles. Régen a legkiválóbb borokat tartották benne. Ma a 43 hektáron gazdálkodó Celnai Pincészet használja és kóstolókat is tartanak benne.

## Gazdasága
- A 19. század második felében a járdovány, kövér és király borszőlőfajtákat, ma királyleánykát, ottonel muskotályt és sauvignon blanc-t termesztenek határában.

## Híres emberek
- Itt töltötte gyermekkora egy részét Teleki Sámuel és Teleki József.